# Conte di Paredes de Nava
Conte di Paredes de Nava è un titolo nobiliare spagnolo, creato il 10 maggio del 1452 dal re Giovanni II di Castiglia per Rodrigo Manrique de Lara e Castiglia, connestable di Castiglia e maestro dell'Ordine di Santiago.
Il titolo ottenne la Grandezza di Spagna il 7 maggio 1678.
Questo titolo venne assegnato a Rodrigo Manrique in compenso alle sue dimissioni dal Magistero di Santiago.
Rodrigo Manrique de Lara era figlio di Pedro Manrique de Lara e Mendoza, ottavo signore di Amusco, Elonora di Castiglia e Alburquerque, figlia naturale di Federico di Castiglia e Ponce de León, duca di Benavente , che a sua volta era figlio naturale di Enrico II di Castiglia. Il fratello maggiore di Rodrigo, Diego Gómez Manrique de Lara e Castiglia, era il nono signore di Amusco e nono signore e conte di Treviño.
Il suo nome si riferisce alla città di Paredes de Nava, comune in provincia di Palencia.

## Conti di Paredes de Nava
|                                    | Titolari                                                     | Periodo                            |
| Creato da Giovanni II di Castiglia | Creato da Giovanni II di Castiglia                           | Creato da Giovanni II di Castiglia |
| ---------------------------------- | ------------------------------------------------------------ | ---------------------------------- |
| I                                  | Rodrigo Manrique de Lara y Castilla                          | 1452-1476                          |
| II                                 | Pedro Manrique de Lara y Figueroa                            | 1476-1481                          |
| III                                | Rodrigo Manrique de Lara y Acuña                             | 1481-1536                          |
| IV                                 | Pedro Manrique de Lara y Fajardo                             | 1536-1539                          |
| V                                  | Antonio Manrique de Lara y Manrique de Lara                  | 1539-1571                          |
| VI                                 | Inés Manrique de Lara y Manrique de Lara                     | 1571-1583                          |
| VII                                | Antonio Manrique de Lara y Manrique de Acuña                 | 1583-1588                          |
| VIII                               | Pedro Manrique de Lara y Manrique de Acuña                   | 1588- ?                            |
| IX                                 | Manuel Manrique de Lara y Manrique de Acuña                  | ? -1626                            |
| X                                  | María Inés Manrique de Lara y Manrique Enríquez              | 1626-1679                          |
| XI                                 | María Luisa Manrique de Lara y Gonzaga                       | 1679- ?                            |
| XII                                | José María de la Cerda y Manrique de Lara                    | ? -1728                            |
| XIII                               | Isidro Manuel de la Cerda y Téllez-Girón                     | 1728- ?                            |
| XIV                                | María Isidra de la Cruz de la Cerda y Guzmán                 | ? -1811                            |
| XV                                 | Diego Isidro de Guzmán de la Cerda y Fernández de Córdoba    | 1811-1849                          |
| XVI                                | María del Pilar de Guzmán de la Cerda y Fernández de Córdoba | 1849-                              |
| XVII                               | Juan de Zabala y Guzmán                                      |                                    |
| XVIII                              | Luis de Zabala y Guzmán                                      |                                    |
| XIX                                | María del Pilar de Zabalay Guzmán                            |                                    |
| XX                                 | Trinidad García-Sancho y Zabala                              |                                    |
| XXI                                | María del Pilar García-Sancho y Zabala                       |                                    |
| XXII                               | Juan Travesedo y García-Sancho                               |                                    |
| XXIII                              | José María Travesedo y Martínez de las Rivas                 |                                    |
| XXIV                               | Juan Travesedo y Colón de Carvajal                           | 1986-attuale titolare              |

## Storia di Conti Paredes de Nava
- María Inés Manrique de Lara (?-1679), decima contessa de Paredes de Nava, sposò Vespasiano Gonzaga, figlio di Cesare II Gonzaga, secondo duca sovrano di Guastalla, quinto principe di Molfetta, quinto conte di Giovinazzo, conte di Marigliano, sesto conte di Campobasso. Gli successe sua figlia María Luisa Manrique de Lara y Gonzaga, detta anche Maria Luisa Gonzaga e Luján (1649-1729), XI contessa di Paredes de Nava e moglie di Tomás de la Cerda.